# Cabestany
|  | Per a altres significats, vegeu «Cabestany (Montcortès de Pallars)». |

Cabestany ([kəβəs'taɲ], igual en francès) és un poble cap de la comuna del mateix nom, de 9.577 habitants, de la comarca del Rosselló, a la Catalunya del Nord. La dita diu: "A Cabestany se neguen dins una bota de vi blanc".

## Etimologia
Bofarull explica el nom del poble com a «cap de l'estany», en llatí caput stagni (cap de l'estany). Joan Coromines fa bàsicament el mateix raonament, tot o que de forma més complexa.

## Geografia

Situació de la comuna de Cabestany en el Rosselló

### Localització i característiques generals del terme
Cabestany és una comuna de 104.200 hectàrees d'extensió, situada a la plana costanera del Rosselló, al sud-est de Perpinyà i prop de l'estany de Canet de Rosselló. El seu territori, format per terrasses del quaternari antic, s'estén entre els rius Tet i Reart.
Es tracta d'una antiga zona pantanosa, ocupada abans per estanys avui dessecats. El territori agrícola, essencialment consagrat a la vinya, s'ha reduït considerablement des de fa una trentena d'anys a causa de l'extensió de les zones urbanitzades. Cabestany és avui dia, de fet, una extensió de Perpinyà, amb el qual forma ja un contínuum urbà.
Els límits de la comuna de Cabestany són, en la seva majoria arbitraris, ja que segueixen les propietats agràries tradicionals del terme; tanmateix, en alguns sectors sí que hi ha límit geogràfic clar: a l'oest i sud-oest, a partir de les terres del Mas Lafita i del Mas Boluix, fins a l'extrem meridional del terme, on s'aboca en la Fossella, el termenal amb Perpinyà i després amb Salelles és marcat per l'Agulla del Pou de les Colobres. De l'extrem sud cap al nord-est, és la Fossella mateixa, la que fa de termenal, fins passat el Mas Alart, ran de la carretera de Sant Nazari, on Cabestany termeneja amb Sant Nazari de Rosselló. A la resta, on Cabestany limita amb Sant Nazari de Rosselló, Canet de Rosselló i altre cop Perpinyà, no hi ha cap mena de delimitació natural, i, atesa la gran urbanització assolida els darrers anys, els límits de la comuna, sempre amb Perpinyà, segueixen carrers i avingudes.
Termes municipals limítrofs:
|          |          | Canet de Rosselló       |
| Perpinyà |          |                         |
|          | Salelles | Sant Nazari de Rosselló |

### El poble

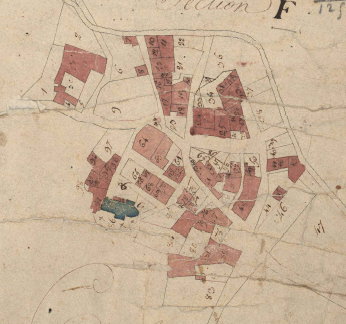
Cabestany en el Cadastre napoleònic del 1812 (Arxius Departamentals dels Pirineus Orientals)

El poble vell de Cabestany es troba a 30 metres d'altitud enmig d'una planta antigament tota ella dedicada al conreu de la vinya. Amb el creixement urbanístic bona part d'aquestes vinyes ha estat substituïda per asfalt i cases unifamiliars i blocs d'apartaments, bona part d'una forma bastant caòtica a causa de la forta especulació urbanística que hi ha hagut. El creixement del poble ha estat sobretot cap al nord-oest, on s'ha unit ja amb Perpinyà, i cap al sud.

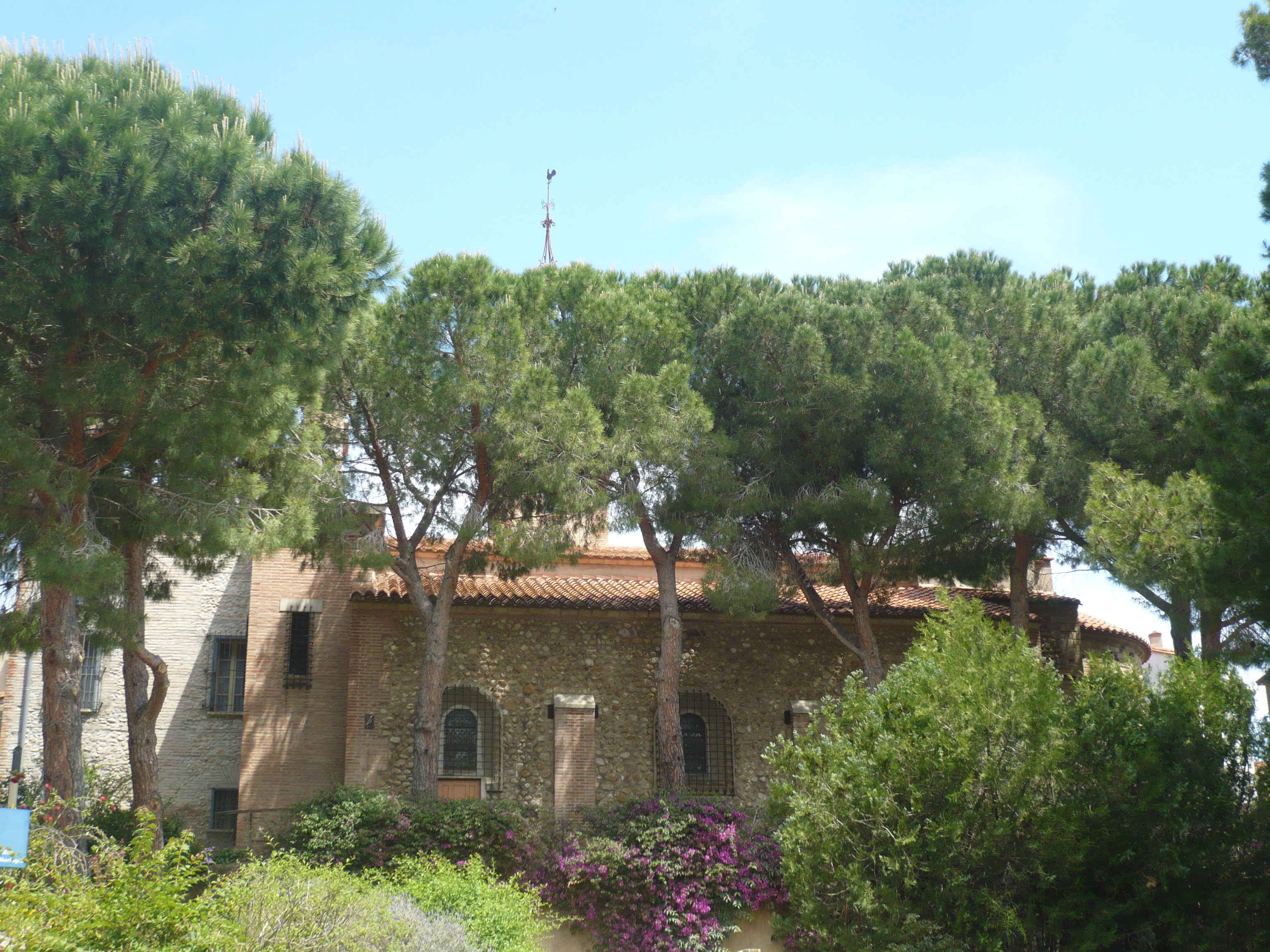
L'església parroquial de Santa Maria

El poble primigeni es formà en un lleuger turonet, amb l'església parroquial de Santa Maria de Cabestany, a l'entorn de la qual s'anà formant una cellera a l'estil de la major part de pobles rossellonesos. Aquest poble vell, en el qual es troba la Casa de l'Oriola, actualment seu del Museu Guillem de Cabestany i a xò la Carbonell (le Château, com s'anomena popularment), ha vist estendre el traçat de la trama urbanística i s'anaren formant els barris de Cabestany Vell -el nucli inicial-, el Barri, l'Eixau, l'Era, les Escoles, els Pins, la Plaça, la Ruta de la Vila, la Ruta de Salelles, Sant Galdric, les Serreres i la Somiera. En aquesta fase es construí la Cava Cooperativa la Cabestanyenca, el Cementiri Vell i després, al costat, el Cementiri Nou, el Centre Cultural, el Centre Mèdic, el Col·legi Pau Casals, el Parc Guillem (un espai cultural) i el Pavelló d'Esports.
Una segona fase vingué amb els barris de Bajoles, abans la Garriga d'en Jordà, le Château d'Eau (literalment el Castell d'Aigua: dipòsit d'aigua elevat en una torre), les Colominetes, abans la Colomineta d'en Jordà, la Costa Roja, els Horts, Orfila, anomenat en francès les Côteaux, els Planassos, les Puntetes, la Roda, abans Camp de la Roda, el Rodonell, abans el Terra Prim, i les Roquetes. L'Estadi de la Germanor, de rugbi, es construí a l'extrem meridional del nucli de població.
Més modernament el terme s'ha anat poblant d'urbanitzacions: els Ametllers, abans les Costes Petites, el Serrat d'en Diumenge, Vent i Sol, les Vinyes, abans la Colomina d'en Costa. Esment a part mereix la Zona, o Centre, Comercial de Mas Gueridó (mas desaparegut).

### Carles i Guardiola
Es tracta de dos llocs documentats dins del terme de Cabestany el 1042 (Carles) i el 1414 (Guardiola), però del tot desapareguts en l'actualitat.

### Els masos del terme
Cabestany conserva alguns masos, dels molts que tenia antigament. Conservats són el Casot de la Ferrula, el Casot d'en Damon, o d'en Ribàs, el Casot d'en Genicot, el Casot d'en Rubís, el Cortal d'en Salvat, Mas Campanaud, Mas de les Finestres, o Mas Delacroix, abans Mas Çagarriga, Mas del Molí, o d'en Dalià, o d'Allà, Mas dels Xots, abans Mas Azemà, Mas del Texas, Mas d'en Boluix, abans Mas d'Astrós, Mas o Casot d'en Massé, Mas de Santa Camil·la, Mas Ferrer, Mas Lafitte i Mas Sant Pere, o Mas Durand. Entre els desapareguts, destruïts per mor del creixement urbanístic, es trobaven el Casot del Cisso, o d'en Puig, Mas Bonica, Mas Gueridó, Mas Suner, el Molinàs, o Casot del Molinàs i la Redubta.

### Els cursos d'aigua
En tractar-se d'un poble i terme que ja no es troba tot en la plana al·luvial, Cabestany té alguns canals de drenatge i irrigació, a la zona encara al·luvial, i alguns torrents, aquí anomenats còrrec, en la zona menys plana. Així, trobem entre els canals de drenatge l'Agulla de la Magdalena, l'Agulla del Pou de les Colobres, l'Agulla de les Roquetes, l'Eixau i la Fossella; entre els d'irrigació, l'Agulla o Rec de Cabestany, el Rec de la Primera Branca, o de les Colomines, el Rec de la Segona Branca, o de les Roquetes, i el Rec de la Tercera Branca, o Agulla dels Horts.
Els còrrecs o torrents són el Còrrec, també anomenat Còrrec o Rec dels Camps, el Còrrec de les Garrigues, el Còrrec de Carlemany, el Còrrec d'en Pujol i el Còrrec dels Planassos.
A Cabestany hi ha alguns pous importants, com el Pompatge del Mas d'en Boluix, o Pou de les Colobres, el Pou de la Plaça i el Pou d'en Bates, tots dos al poble. Algunes fonts també es poden trobar a Cabestany, com la Font de l'Eixau o la Font dels Cans.

### El territori comunal
De les antigues partides de Cabestany, se'n conserven unes quantes: aquelles que no han estat urbanitzades. Trobem encara existents els topònims de Bajoles, les Bruixes, Camí de les Colobres, abans del Pou de les Colobres, Camí del Mas Anglada, Camí de Perpinyà, el Cementiri, la Costa del Mas dels Xots, la Costa Roja, l'Eixau, l'Estany Vell, les Garrigues, el Mas de les Finestres, el Mas dels Xots, el Mas d'en Boluix, el Mas d'en Dalià, o el Mas d'Allà, el Mas Ferrer, el Mas Gueridó, el Mas Lafitte, el Mas Sant Pere, el Mas Vermell, el Molinàs, Orfila, els Planassos, la Punteta, les Puntetes, la Roda, el Rodonell, les Roquetes, Sant Tomàs, el Serrat d'en Diumenge, els Tres Corns i la Travessa. Són, en canvi, noms antics, d'indrets ja desapareguts, Carles o Camí de Carles, Camí de la Llosa, Carderoles, la Colomina de l'Estany, les Costes, Guardiola, l'Infern, la Noela o Noella, el Piquet d'en Jordà, la Roqueta Grossa, la Roqueta Petita, Sant Tomàs el Gros, Sant Tomàs el Petit i el Tord.
Un bon nombre d'aquests topònims remeten directament a peces agrícoles, com ara el Camp del Camí d'Alenyà, o, simplement, Camí d'Alenyà, les Colomines, les Colominetes, l'Hort d'en Saguí i els Horts. Molts són també noms ara ja desapareguts: Camp del Cementiri, Camp de les Amoreres, Camp de les Pedres, Camp de l'Hort, Camp de l'Oliu, Camp dels Planassos, Camp d'en Patacliquis, la Colomina de l'Estany, la Colomina d'en Jordà, la Colomineta del Camí de Salelles, l'Estanyol, o Prat de l'Estanyol, el Farratjal d'en Jordà, la Feixeta, l'Olivadeta, la Redubta, la Vinya de la Fossella i la Vinya de les Disputes.

#### El Cadastre napoleònic
En el Cadastre napoleònic del 1812, Cabestany està dividit en tres seccions: l'A, la B i la C, situades, respectivament, al nord-oest, sl nord-est i al sud-est del terme. En aquell cadastre, el terme de Cabestany era totalment agrícola, mentre que avui dia la major part del terme és ja urbanitzada, i moltes de les partides que s'hi esmenten acullen les modernes urbanitzacions del poble, convertit tot ell en un barri de Perpinyà, de fet. D'altra banda, en el mapa d'aquell cadastre no apareixen topònims, llevat d'alguns masos: el Mas Raguer, el Mas d'Astrós, el Mas Azemar i el Mas Sagarriga.

## Transports

### Vies antigues de comunicació
Travessava el terme actual de Cabestany la Via Domitia, coneguda popularment a Cabestany com a Camí de Carlemany. El seu pas per aquest terme s'iniciava, procedent de Salelles, al lloc on actualment hi ha el pont de la carretera D-42 damunt de la Fossella, passava a gual aquest curs d'aigua i entrava a Cabestany. Des d'aquest lloc, la Via Domícia s'adreçava al nord, cap al mas de les Finestres, a llevant del poble de Cabestany, s'adreça cap al nord, derivant lleugerament cap al nord-oest, va a passar a llevant del Mas de Santa Magdalena, moment en què deixava el territori de Cabestany per entrar en l'actual terme de Perpinyà, per agafar la direcció de Castell Rosselló.
Pel terme discorria una altra via de comunicació antiga important: la que, com a variant de la mateixa Via Domícia, anava de Ruscino al Coll del Pertús. Aquesta via entrava dins dels límits de Cabestany pel nord-est, a prop del Mas Vermell, s'adreçava al nucli de població de Cabestany fins a la Fossella, i marxava cap al sud-oest seguint els actuals límits de Perpinyà i Salelles.

### Carreteres
Tres són les que carreteres que discorren pel terme de Cabestany, tot i que una d'elles és desdoblament d'una de les altres:
- la D-22 (D-617, a Perpinyà - D-81/D-81A, a Sant Cebrià de Rosselló). Prové de Perpinyà, a prop del barri del Mas Vermell, passa per Cabestany, i tot seguit s'adreça a Salelles, Alenyà, Sant Cebrià de Rosselló i Sant Cebrià Platja. El seu pas per Cabestany és de nord a sud, lleugerament inclinada progressivament cap a llevant. Perpinyà és a 4 quilòmetres de Cabestany, Salelles a 4, Alenyà a 8, Sant Cebrià a 10,5 i Sant Cebrià Platja a 13.
- La D-22c (D-22, a Perpinyà - Perpinyà, a la Ruta d'Elna). Prové també del barri del Mas Vermell, fa la volta pel nord-oest del terme de Cabestany, passant ran de la Zona Comercial del Mas Gueridó, i va a buscar la Ruta d'Elna a la zona meridional del barri del Molí de Vent.
- La D-42 (Cabestany - Sant Nazari de Rosselló) uneix els dos pobles esmentats en 6 quilòmetres i mig de recorregut.

### Mitjans públics de transport
La línia 3 de la CTPM (Compagnie de transports Perpignan Médytérranée) duu a Cabestany des del barri perpinyanès de Massilia, des d'on continua cap al barri, també de Perpinyà, de Pascot.
La 7 de la mateixa companyia va de Paretstortes a Cabestany, passant per l'aeroport i Perpinyà. 25 serveis diaris en cada direcció de dilluns a dissabte, i un en direcció sud i dos cap al nord cada diumenge. Inverteix uns 35 minuts de Cabestany a Paretstortes, una mitja hora fins a l'aeroport i uns 10 minuts fins al centre de Perpinyà.
La 32 de la mateixa companyia uneix Cabestany amb Sant Nazari i Canet. Ofereix nou serveis diaris en cada direcció, de dilluns a dissabte. Diumenge i dies festius, amb quatre, però només entre Cabestany i Sant Nazari de Rosselló. De Cabestany a Sant Nazari hi ha aproximadament un quart d'hora, i uns 25 minuts fins a Sant Cebrià.
Les tres línies enllacen a Cabestany-Médipole.

### Camins del terme
Tot i que la massiva urbanització del terme ha convertit antics camins i carreteres en vies urbanes, es conserva un bon seguit d'antics camins que enllacen Cabestany amb els pobles del seu entorn. Així, es troben el Camí d'Alenyà, o Camí Vell de Perpinyà a Salelles, el Camí de Carlemany, abans Carrera de Carlemany, o Camí de Salelles a Castell Rosselló, l'antiga Via Domitia, el Camí de Castell Rosselló, el Camí o Ruta de Perpinyà, o Ruta de la Vila, Camí de la Sal, o de les Peixoneres, o de Canet, el Camí de Perpinyà a Sant Nazari, el Camí de Salelles a Canet, el Camí Vell de Sant Nazari, la Ruta o Camí de Salelles, la Ruta o Camí de Sant Nazari i la Travessa de Vilanova, o de la Ruta d'Elna, o Camí de Vilanova.
D'altres camins són interns del terme de Cabestany: Camí del Cementiri, Camí de les Colobres, o Camí de Mas Fabra, Camí del Mas Alart, Camí del Mas Anglada, o de Costa Roja, Camí del Mas Bonica, Camí del Mas Carcassona, Camí del Mas d'en Boluix, Camí del Mas d'en Dalià, Camí del Pou de les Colobres i Travessa de Sant Galdric. És del tot desaparegut el Camí del Mas Ferrer.

## Història

### Prehistòria
Al nord-oest del poble de Cabestany, al Camí de Perpinyà (ara en bona part urbanitzat), es van localitzar en una ampla extensió de 1.800m² nombroses restes de l'edat de ferro. Ceràmica ibèrica, ceràmica grisa rossellonesa i africana, fragments d'àmfora ibèrica i grecoitàlica, entre moltes altres restes.

### Edat Antiga
L'antiguitat romana ha deixat diverses restes, en el terme de Cabestany. En el Serrat d'en Diumenge, a llevant del poble, actualment en el límit del nucli urbà actual, es van trobar les restes d'un hàbitat ocupat pràcticament tot al llarg de l'etapa romana, amb fragments de murs, sòl, ceràmica casolana i de teules, i monedes. A prop, a Sant Tomàs, s'han trobat nombroses restes de treball al camp, però sense hàbitats permanents. Més al sud, a Orfila, també van ser trobades nombroses restes de ceràmica de diverses èpoques, algunes anteriors a l'etapa romana, dins del que es coneix com a època protohistòrica, teules i alguna petita moneda; de tota manera, no s'han trobat prou vestigis per parlar d'assentaments romans.
A les Roquetes, al sud del nucli vell de Cabestany, actualment dins d'una de les urbanitzacions d'expansió del poble, en el vessant meridional d'una costa es va trobar un petit hàbitat d'època romana republicana i de l'Alt Imperi. Fragments de ceràmica, de teules i d'altres restes que remetien a aquesta mena d'hàbitats. Al sud-oest del poble, prop del límit comunal, hi ha el Mas d'en Boluix. S'hi van trobar nombroses restes semblants a les de les Roquetes, de manera que palesen l'existència d'un altre hàbitat de la mateixa època. A la Travessa, lloc proper al Mas d'en Boluix, també van ser trobades, però molt disperses, nombroses restes de teules i ceràmica casolana romana.
A Sant Galdric, concretament al Molinàs, a ponent del poble i a mig camí del Mas d'en Boluix, va aparèixer un altre hàbitat d'època republicana i augustina, amb nombroses restes semblants a les del paràgraf anterior, a més d'una sigil·lata del sud de la Gàl·lia amb la inscripció MOMI. Al Mas Gueridó, a l'extrem nord-oest del terme, tocant a Perpinyà, hi ha la zona industrial i comercial que duu el nom de la masia que hi havia en aquest lloc. És un lloc que quedava just al marge de l'antic estany que dona nom fins i tot al poble. S'hi van localitzar també moltes restes de ceràmica grisa, que permet una datació d'entre el segle vi i el II abans de la nostra era.
El Mas Lafitte, a l'extrem de ponent del terme i al sud del Mas Gueridó, és un altre dels llocs amb nombroses restes de l'antigor, però absolutament fragmentades per l'explotació agrària del lloc; sembla haver-hi vestigis d'enterraments i molts de ceràmica, entre els quals fragments grossos de tegulae.
La partida anomenada Camí de Perpinyà, actualment gairebé del tot urbanitzada, també va permetre descobrir nombroses restes de l'antigor. Un petit hàbitat rural d'època romana republicana, a més de nombroses restes que indiquen l'explotació de la terra en aquells temps.

### Edat mitjana
Abans del 1150 el territori de Cabestany està dividit entre diversos senyors, amb una forta influència del capítol d'Elna, però el 1174 ja apareix un senyor de Cabestany, amb el nom del poble com a cognom. Arnau de Cabestany és el primer documentat. Fou pare de Guillem de Cabestany, trobador de força qualitat, citat ja el 1175 i que participà en la batalla de Las Navas de Tolosa el 1212. És el protagonista de la Llegenda del cor menjat: enamorat de Saurimunda de Castellrosselló, fou assassinat pel marit de Saurimunda, Guillem de Castellrosselló, el qual li feu arrencar el cor, el va fer coure i el va donar a menjar a Saurimunda. Ella, esgarrifada, endevinent quina era aquella menja que li oferia el seu marit, es va llançar daltabaix de l'alta torre del seu castell senyorial.

## Activitats econòmiques

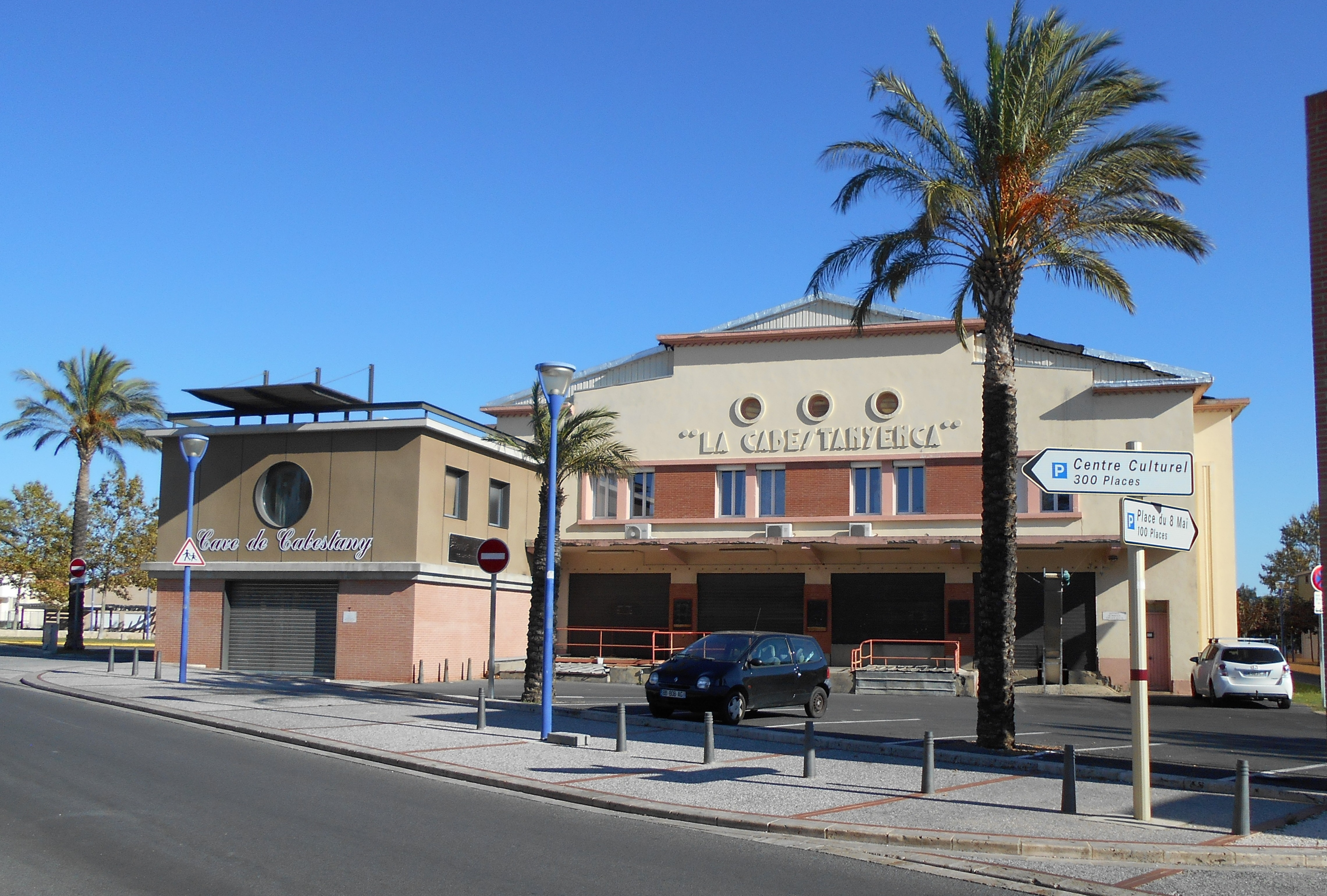
La Cooperativa La Cabestanyenca

L'activitat econòmica de Cabestany era essencialment agrícola, però l'extensió de les zones urbanitzades ha fet retrocedir aquesta activitat i, en canvi, l'augment de les activitats comercials i de serveis, sobretot a la Zona comercial del Mas Gueridó, però també en altres zones de creixement industrial.
La gran major part de les terres agrícoles són dedicades a la vinya, dos terços per a vins de denominació d'origen i un terç per a vins comuns. Els arbres fruiters (albercoquers i presseguers) hi tenen una certa presència, i l'horticultura també, però en un clar tercer terme. S'hi cullen sobretot carxofes, escaroles, enciams i tomàquets. La ramaderia és testimonial, gairebé.
La Cooperativa Vinícola, de les més recents del Rosselló, ha passat per moments de greus dificultats econòmiques, principalment a causa del descens d'explotacions agrícoles.

## Demografia

### Demografia antiga
| 39 f | 15 f | 5 f | 27 f | 18 f | 22 f | 170 h | 22 f | 40 f | 45 h |

Font: Pélissier 1986

### Demografia contemporània
| Evolució de la població |      |      |      |      |      |      |      |      |
| 1793                    | 1800 | 1806 | 1821 | 1831 | 1836 | 1841 | 1846 | 1851 |
| 216                     | 257  | 315  | 371  | 420  | 500  | 574  | 666  | 686  |

| 1856 | 1861 | 1866 | 1872 | 1876 | 1881 | 1886  | 1891  | 1896  |
| ---- | ---- | ---- | ---- | ---- | ---- | ----- | ----- | ----- |
| 746  | 702  | 752  | 815  | 924  | 990  | 1.144 | 1.246 | 1.271 |

| 1901  | 1906  | 1911  | 1921  | 1926  | 1931 | 1936 | 1946 | 1954  |
| ----- | ----- | ----- | ----- | ----- | ---- | ---- | ---- | ----- |
| 1.497 | 1.456 | 1.553 | 1.508 | 1.030 | 999  | 964  | 949  | 1.029 |

| 1962  | 1968  | 1975  | 1982  | 1990  | 1999  | 2005  | 2006  | 2010  |
| ----- | ----- | ----- | ----- | ----- | ----- | ----- | ----- | ----- |
| 1.155 | 1.346 | 3.390 | 6.221 | 7.513 | 8.259 | 8.230 | 8.360 | 9.074 |

| 2012  | 2013  |
| 9.399 | 9.577 |

Fonts: Ldh/EHESS/Cassini fins al 1999, després INSEE a partir deL 2004

### Evolució de la població

Població 1962-2008

## Administració política

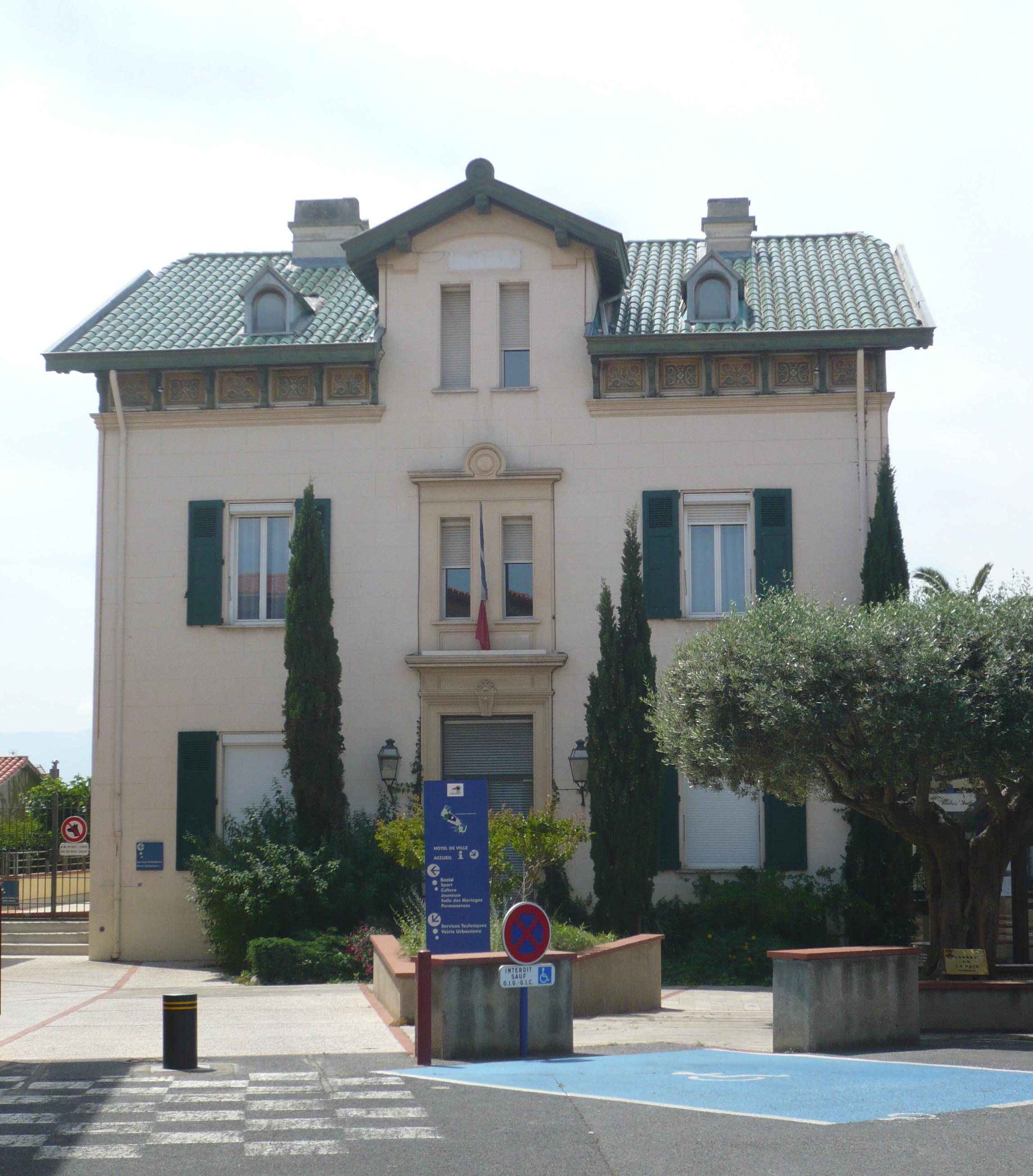
La Casa del Comú de Cabestany

### Batlles[11]
| Període                       | Nom                    | Opció política | Comentaris |
| ----------------------------- | ---------------------- | -------------- | --- |
| ? – Juny del 1815             | Mare Beille            |                | |
| Juny del 1815-1825            | Jean Berga             |                | |
| 1825-1831                     | Antoine Meunier        |                | |
| 1831-1834                     | Augustin Oriola        |                | |
| 1834-1837                     | Pierre Berga           |                | |
| 1837-1848                     | Joseph Sabardeil       |                | |
| 1848-1848                     | Joseph Gely            |                | |
| 1848-1852                     | Louis Sabardeil        |                | |
| 1852-1855                     | Joseph Pons            |                | |
| 1855-1868                     | Victor Battle          |                | |
| 1868-?                        | Michel Fort            |                | |
| 1870-1874                     | Jean Camo              |                | |
| 1874-1876                     | Louis Sabardeil        |                | |
| 1876-1878                     | Pierre Pastor          |                | |
| 1878-1881                     | Jean Nogues            |                | |
| 1881-1882                     | Joseph Cavaille        |                | |
| 1882-1883                     | Emmanuel Pairi         |                | |
| 1883-1884                     | François Badie         |                | |
| 1884-1886                     | Théodore Carrere       |                | |
| 1886-1893                     | Étienne Casadamont     |                | |
| 1893-1909                     | Jean Fort              |                | |
| 1909-1912                     | Jacques Comignan       |                | |
| 1912-1921                     | François Sagui Escudie |                | |
| 1921-1924                     | François Pomarede      |                | |
|                               |                        |                | |
| Març del 1977 – Moment actual | Jean Vila              | PCF            | Diputat del 1997 al 2002; Conseller General del Cantó de Perpinyà-3, després Vicepresident del Consell General |

### Legislatura 2014 - 2020

#### Batlle
- Jean Vila. Conseller a l'Aglomeració Perpinyà Mediterrani.

#### Adjunts al batlle[14]
- 1r: Elisabeth Rivas. Infància, petita infància, educació
- 2n: Antoine Figue. Desenvolupament econòmic
- 3r: Edith Pugnet. Cultura, patrimoni
- 4t: Sébastien Pouilly. Finances
- 5è: Vanessa Paya. Joventut. Consellera a l'Aglomeració Perpinyà Mediterrani
- 6è: Alain Jacquet. Via pública, circulació
- 7è: Cécile Lacapere. Via ciutadana, transports
- 8è: Hervé Blanchard. Esport. Conseller a l'Aglomeració Perpinyà Mediterrani

#### Consellers municipals
- Karine Tartas. Consellera delegada
- Michèle Cail-Coms. Consellera delegada
- Josette Cresta. Consellera delegada
- Alain Trotel
- Stéphane Quintin
- Yvette Mestre
- André Gillard
- Richard Brau
- Marie-Christine Coppola
- Gérard Bosch
- Nadine Drillien
- Jean-François Régnier
- Chantal Casimir
- Mehdi Barkat
- Anne-Marie Delon
- Jean-Pierre Camps
- Colette Appert. Consellera a l'oposició
- Patrick Sperring. Conseller a l'oposició
- Lydie Roger. Consellera a l'oposició
- Philippe Gleizes. Conseller a l'oposició.

### Adscripció cantonal

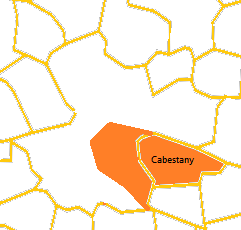
Cantó de Perpinyà 3

En l'actualitat, i des del 2015, Cabestany està inclòs en el cantó número 8, Perpinyà 3, juntament amb els districtes del sud-est de la conurbació de Perpinyà. Els consellers departamentals d'aquest cantó són Françoise Fiter, del PCF - Front d'esquerres, vicepresident del Consell departamental, i Jean Vila, del PCF - Front d'esquerres, altre vicepresident del Consell departamental i batlle de Cabestany.

## Ensenyament i cultura

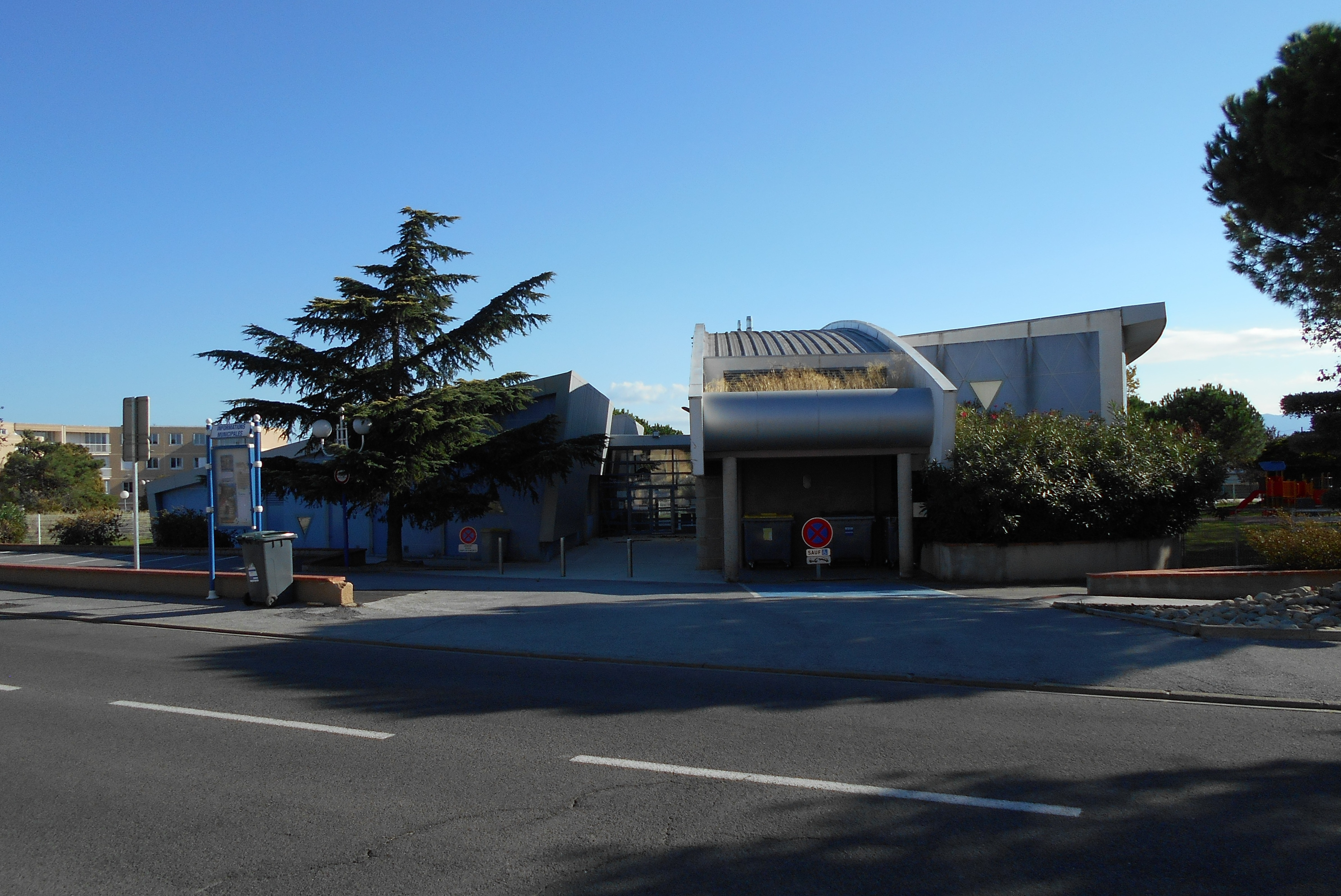
El modern col·legi Pau Casals de Cabestany

Cabestany disposa, per als més petits, dues modalitats d'acolliment: d'una banda, hi ha un centre denominat Multi.accueil et Relais, obert de dos quarts de vuit del matí a dos quarts de set de la tarda. D'una altra, un servei domiciliari d'assistents maternals.
Hi ha tres grups escolars, amb un total de sis escoles, ja que cada grup escolar acull una escola maternal i una de primària. Les tres escoles maternals s'anomenen Jean de La Fontaine, Charlie Chaplin i Ludovic Massé. Les d'ensenyament elemental, Jacques Prévert, Georges Buffon i Ludivic Massé.

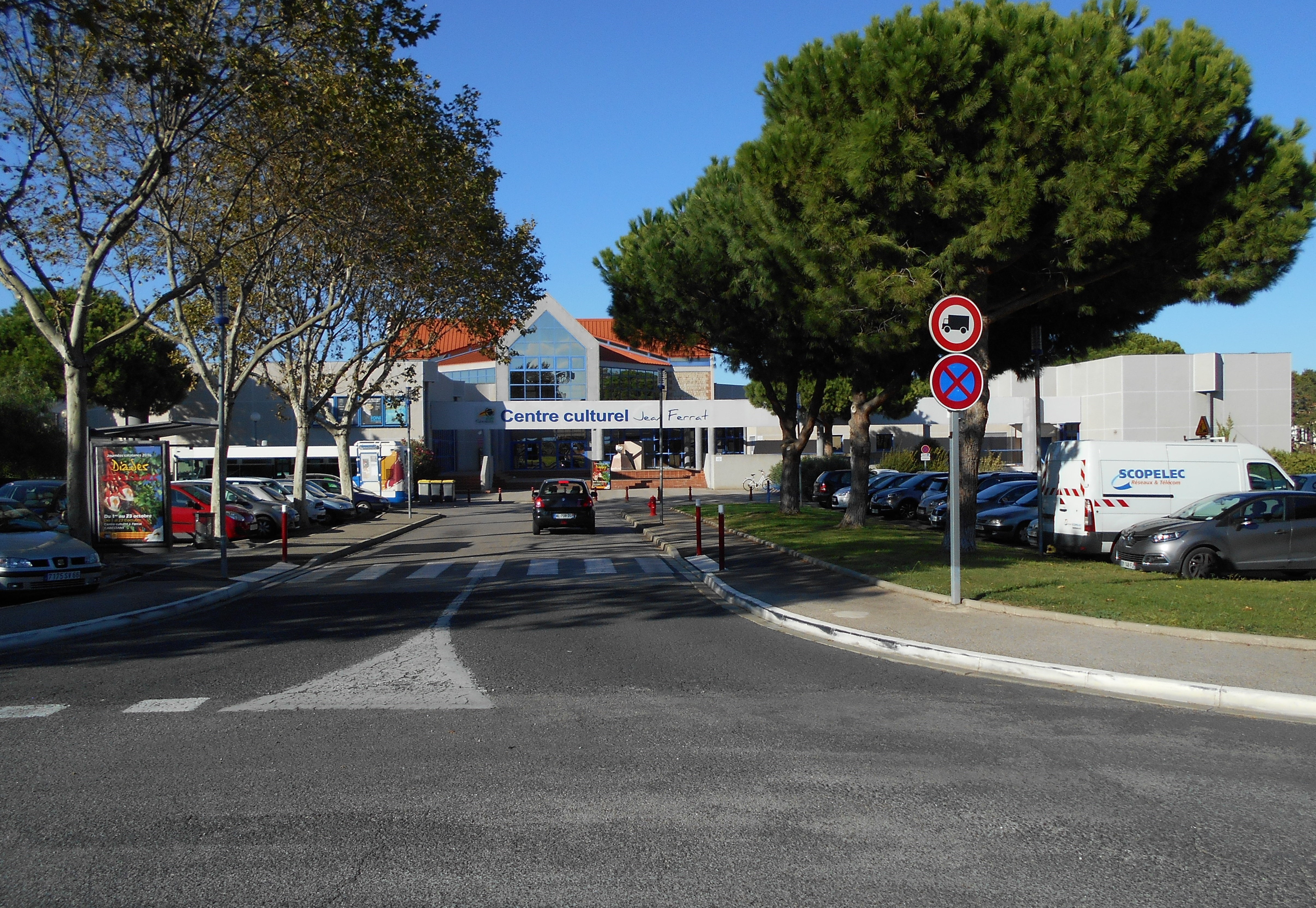
El Centre Cultural Jean Ferrat

Superats els estudis primaris, els nens de Cabestany poden seguir els estudis secundaris al Col·legi Pau Casals, que serveix també les comunes de Salelles i Sant Nazari de Rosselló.
El poble té un modern centre cultural, el Jean Ferrat, molt actiu, on es troba també la mediateca municipal, i el Centre d'interpretació del Mestre de Cabestany, al voltant de l'escultura romànica de l'escultor del segle xiii conegut com a Mestre de Cabestany i el seu taller.

## Persones il·lustres
- Mestre de Cabestany, escultor del segle xii, dins del període romànic
- Guillem de Cabestany, trobador.
- Maria Montserrat Capdevila d'Oriola (1905 - 1993), una de les primeres matemàtiques catalanes.